# Усть-Чарышская Пристань
Усть-Чары́шская При́стань, или Усть-При́стань — село в Алтайском крае РФ, административный центр Усть-Пристанского района и Усть-Пристанского сельсовета.
Расположено на берегу реки Обь, в 155 км к югу от Барнаула, до ближайшей железнодорожной станции Алейская 65 км.

## История
Основано в 1773 году. В 1788 году, во время четвёртой ревизии, в селе числилось всего 87 жителей: 43 – мужского пола и 44 – женского пола, в 1795 году зафиксирована убыль до 39 жителей, материалы 1834 года указывают на 236 человек. В 1911 году здесь проживало уже 12 тысяч 52 жителя в 1085 дворах. Бурный рост объясняют удобным местоположением села как речного транспортного узла: до строительства железной дороги в Сибири и на Алтае местная речная пристань имела ключевое значение в товарообороте предгорных сел юго-западной и центральной части Алтая.
В 1913 году, в год 300-летия дома Романовых, жители села Пристань, насчитывавшего тогда 13 тысяч человек населения, безуспешно пытались переименовать его в Александровск в память об императоре Александре III и получить долгожданный статус города. Село тогда было центром не только Пристанской волости, но и фактически — юго-западной и центральной части Алтая, здесь действовали отделение Русско-Азиатского банка, больше десятка промышленных предприятий, в том числе чугунолитейный завод, работал ресторан, а на речной пристани, четвёртой в регионе по объёму грузоперевозок после Барнаула, Бийска и Камня-на-Оби, во время погрузки зерна работало до тысячи грузчиков.
Революция, гражданская война и последовавшая коллективизация негативно сказались на развитии села: к 1926 году численность населения убыла до 7244 человек, а в 1970 году составляла 6600.

## Население
| 1926  | 1939  | 1959  | 1970  | 1979  | 1989  | 1997  | 1998  | 1999  | 2000  |
| ----- | ----- | ----- | ----- | ----- | ----- | ----- | ----- | ----- | ----- |
| 7244  | ↗9186 | ↘7447 | ↘6598 | ↗6888 | ↘6510 | ↘5988 | ↘5902 | ↘5881 | ↗5892 |
| 2001  | 2002  | 2003  | 2004  | 2005  | 2006  | 2007  | 2008  | 2009  | 2010  |
| ↗5932 | ↘5756 | ↘5716 | ↘5657 | ↘5654 | ↘5603 | ↘5537 | ↗5572 | ↘5265 | ↘5023 |
| 2011  | 2012  | 2013  | 2021  |       |       |       |       |       |       |
| ↘4985 | ↘4923 | ↘4809 | ↘3887 |       |       |       |       |       |       |

## Достопримечательности

Деревянная мельница.

В селе сохранилось большое количество памятников архитектуры конца XIX — начала XX века. Среди них здания бывшего кредитного товарищества и Министерской школы, дома купцов Щеголева, Морозова, Шестакова, деревянная мельница, купеческие магазины.
Действует районный краеведческий музей.